# Scleria globonux
Scleria globonux är en halvgräsart som beskrevs av Charles Baron Clarke. Scleria globonux ingår i släktet Scleria och familjen halvgräs. Inga underarter finns listade i Catalogue of Life.